# Francesco Robba
Francesco Robba (Venezia, 1º maggio 1698 – Zagabria, 24 gennaio 1757) è stato uno scultore italiano del periodo barocco.

## Biografia

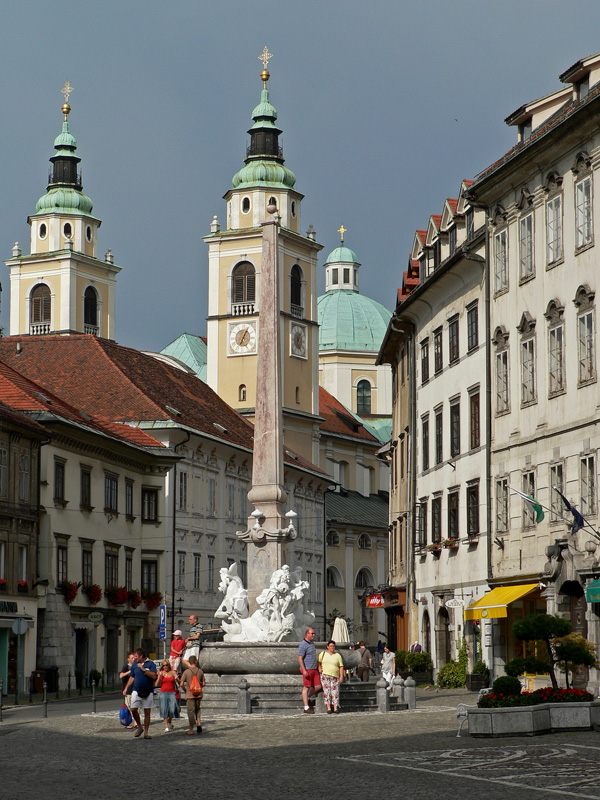
L'opera di Francesco Robba con la Cattedrale di San Nicola sullo sfondo a Lubiana.

Ricevette la sua formazione nello studio dello scultore nativo di Carrara ma operante a Venezia, Pietro Baratta dal 1711 al 1716. Nel 1720 andò a Lubiana, dove nel 1722 sposò Theresa, la figlia del tagliapietra lubianese Luka Mislej.
Nel suo primo periodo le sue statue di marmo e i bassorilievi riflettono ancora l'influenza di Pietro Baratta. Quando Mislej morì nel 1727, Robba rilevò il suo studio e la sua clientela. Presto Robba cominciò a guadagnare una sua reputazione e fu premiato da commesse prestigiose da parte di ecclesiastici, aristocratici e borghesi. Già nel 1729 il suo lavoro fu lodato in una lettera del rettore del Collegio gesuitico di Zagabria, Francesco Saverio Barci, al Principe Emmerich (Imre) Esterházy, arcivescovo di Esztergom.
Dal 1730 il suo lavoro mostra una crescente sicurezza. Il suo virtuosismo tecnico si manifesta nell'espressività emotiva e nelle forme raffinate delle sue statue. Durante il suo soggiorno lubianese non perse mai contatto con Venezia, tanto che compì parecchie visite alla sua città natale. Questo gli consentì di rimanere in contatto con la scultura barocca veneziana, ma anche dell'Italia centrale e di Roma.
Morì il 24 gennaio 1757 a Zagabria, in Croazia, dove aveva committenti nel capitolo della cattedrale.

## Opere

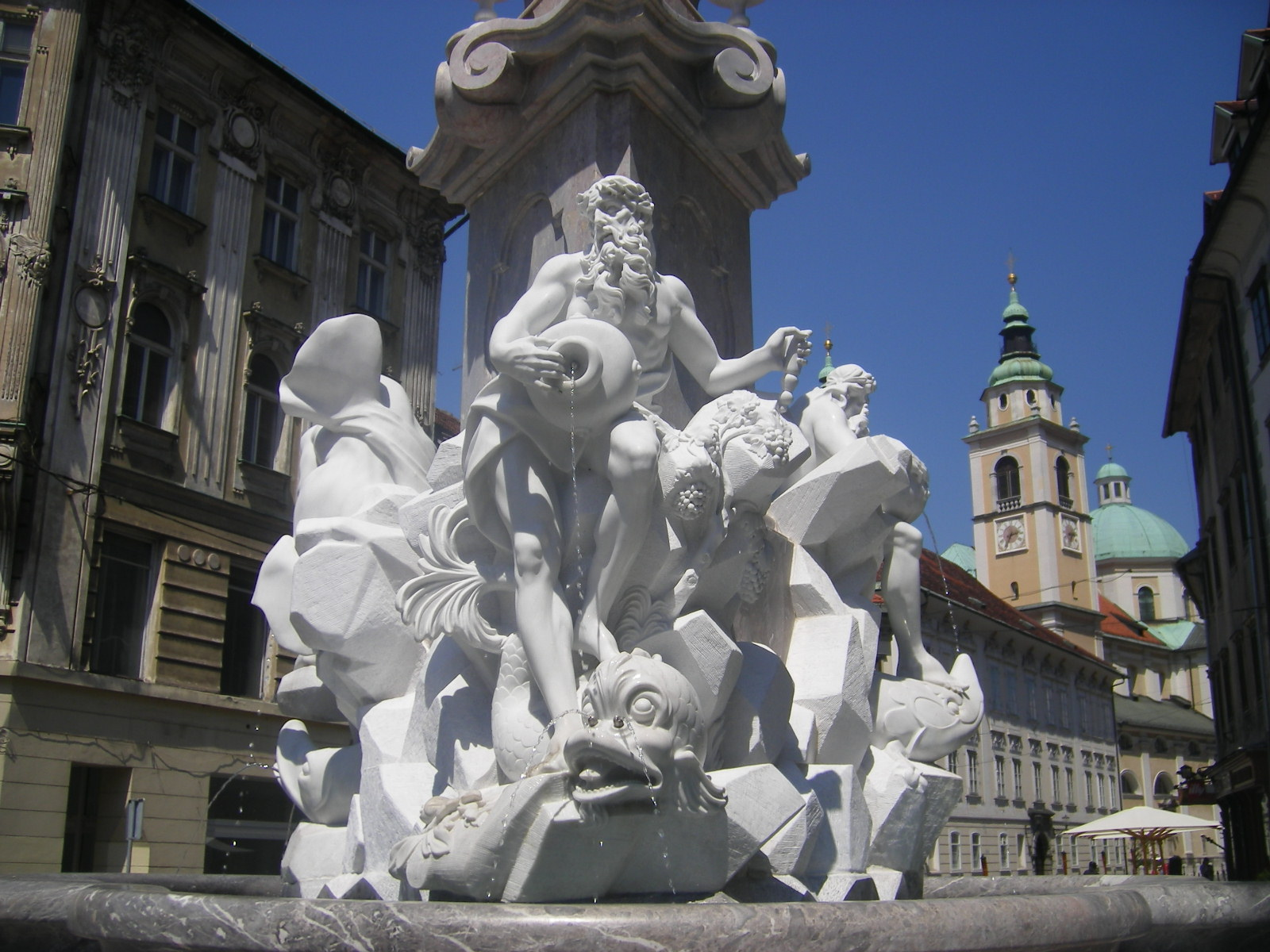
Particolare della fontana.

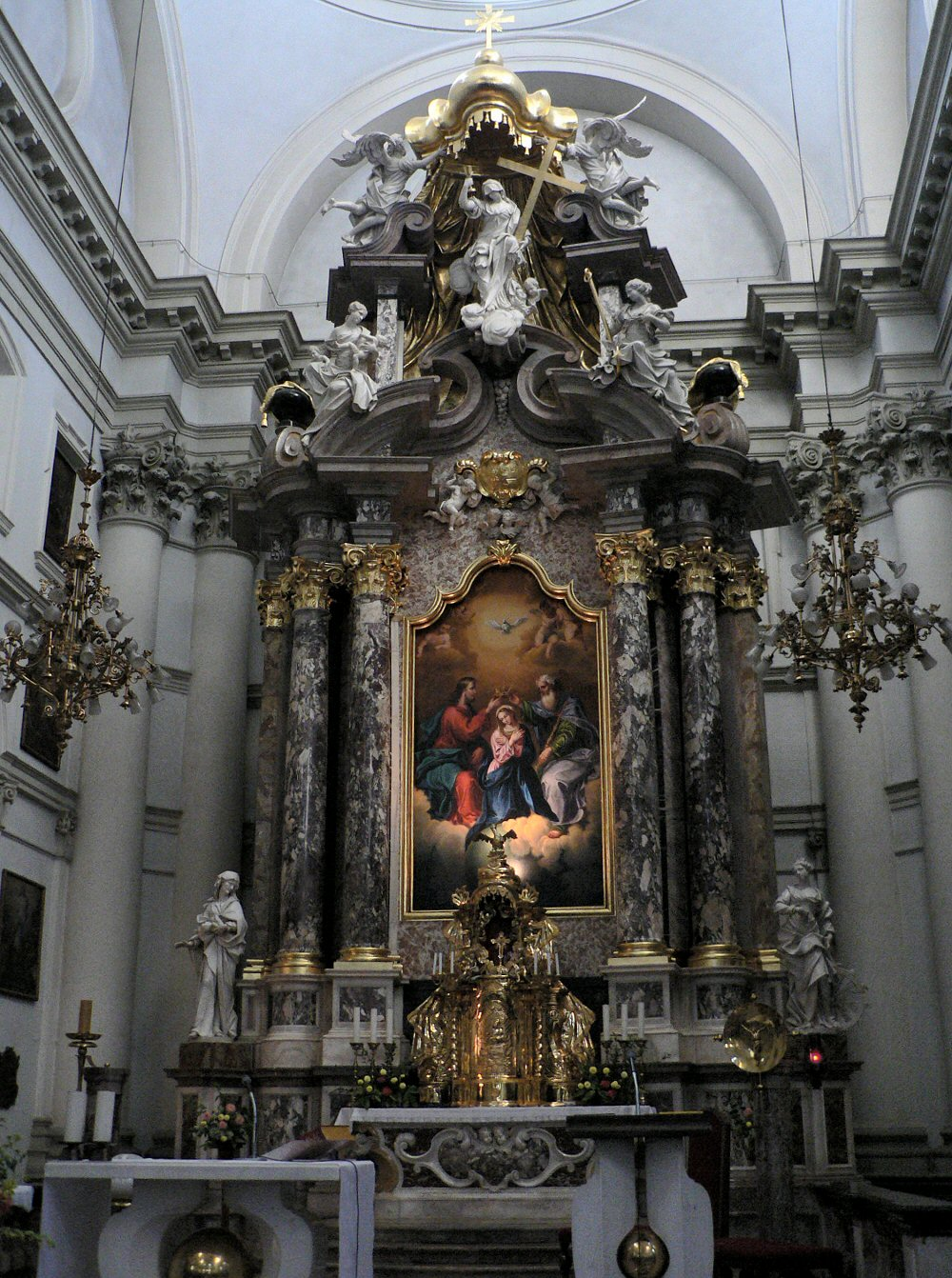
L'altare maggiore della chiesa delle Orsoline della Santa Trinità a Lubiana

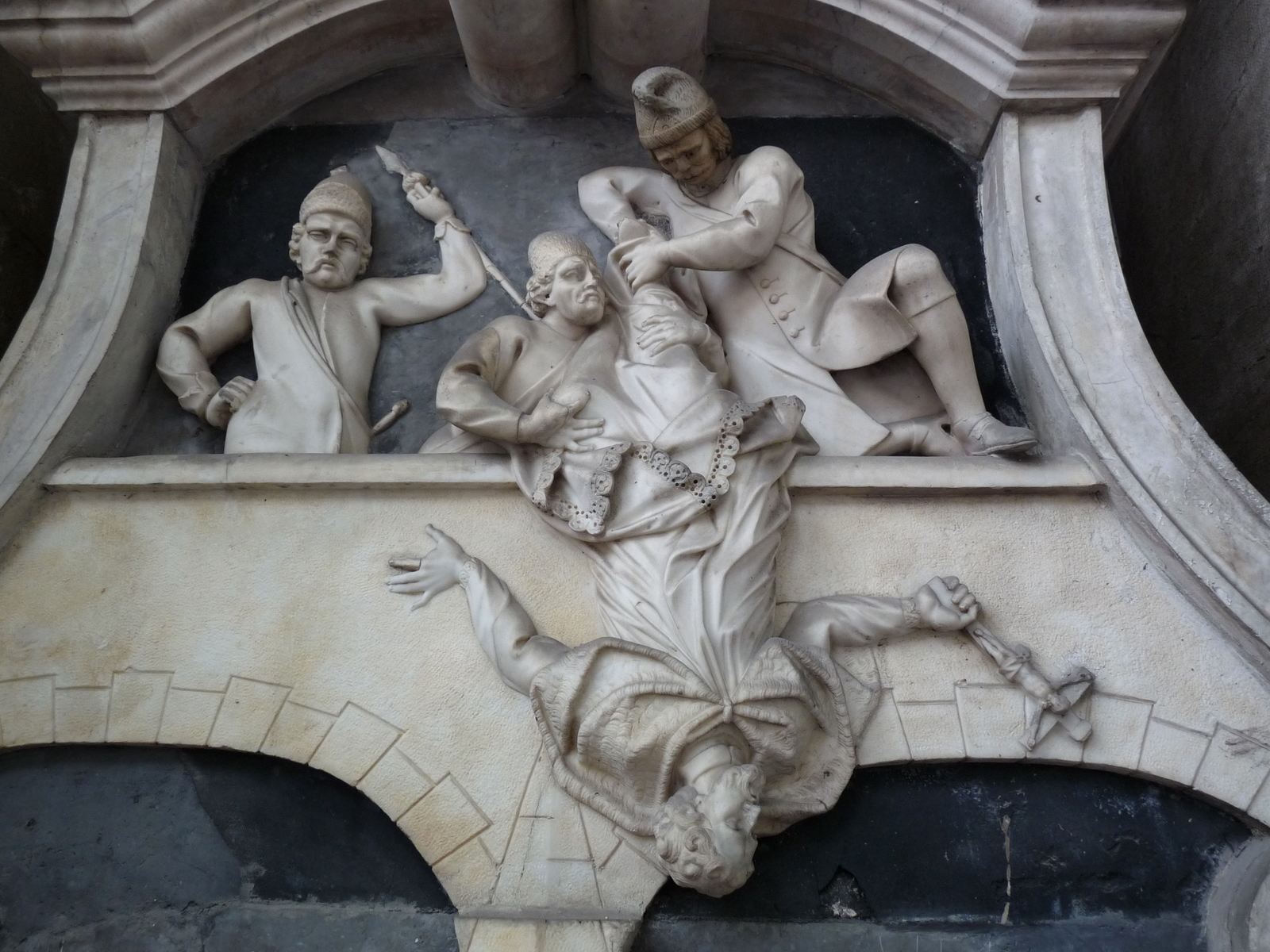
Il martirio di San Giovanni Nepomuceno sulla facciata della Chiesa di Santa Floriana a Lubiana

L'opera più famosa di Francesco Robba è la Fontana dei Tre Fiumi carniolani a Lubiana (1751), che rappresenta la Ljubljanica, la Sava e la Krka. È stata ispirata dalla Fontana dei Quattro Fiumi di Piazza Navona del Bernini e dalla Fontana di Piazza della Rotonda, entrambe a Roma.
Altre opere comprendono: la Fontana di Narciso (Lubiana), l'altare e le statue (1732) nella chiesa di S. Giacomo (Lubiana), un altare nella cattedrale di S. Nicola (Lubiana), un altare nella chiesa francescana dell'Annunciazione (Lubiana), un altare marmoreo nella cappella di S. Ignazio di Loyola nella chiesa gesuitica di Santa Caterina a Zagabria (1730), una statua di S. Giovanni Nepomuceno e altre statue nelle cappelle di S. Ignazio e della Vergine Maria nella Cattedrale di Klagenfurt, in Austria (1725-6).